# Меттью Модін
Меттью Модін (англ. Matthew Modine; 22 березня 1959) — американський актор.

## Біографія
Народився 22 березня 1959 року в місті Лома-Лінда, штат Каліфорнія. Меттью був сьомою, наймолодшою дитиною в сім'ї. Виріс у штаті Юта. Його батько Марк працював у кінотеатрах просто неба для автомобілістів. Потім разом з батьками повернувся до Каліфорнії, де навчався в середній школі. Навчався в університеті Брігам Янг (англ. Brigham Young University). Вивчав акторську майстерність у школі драматичного мистецтва Стелли Адлер у Нью-Йорку.

## Кар'єра
У 1983 році дебютував на великому екрані в ролі Стіва у фільмі «Крихітко, це ти». У цьому ж році виконав роль Біллі в драмі Роберта Альтмана «Невдахи». У 1984 році зіграв разом з Ніколасом Кейджем у кінодрамі «Пташка» режисера Алана Паркера. У 1987 році зіграв Джокера в картині Стенлі Кубрика «Суцільнометалева оболонка».

## Особисте життя
Дружина Карідад Рівера (31 жовтня 1980), двоє дітей: син Боман Марк (8 листопада 1985) і дочка Рубі Вайлер (31 липня 1990).

## Фільмографія
- 1983 — Крихітко, це ти / (Baby It's You)
- 1983 — Невдахи / (Streamers)
- 1984 — Готель «Нью-Гемпшир» / (The Hotel New Hampshire)
- 1984 — Пташка / (Birdy) —  Пташка
- 1987 — Суцільнометалева оболонка / (Full Metal Jacket)
- 1992 — Вітер / (Wind)
- 1993 — Короткі історії / (Short Cuts)
- 1995 — Везунчик / (Fluke)
- 1997 — Амнезія / (The Blackout)
- 1997 — Правила гри / The Maker
- 1999 — Погані гени / If… Dog… Rabbit
- 2000 — Дуже скупий чоловік / Very Mean Men
- 2001 — Джек і бобове дерево: Справжня історія / Jack and the Beanstalk: The Real Story
- 2005 — Марія / Mary
- 2005 — Перевізник 2 / Transporter 2
- 2007 — Казки стриптиз-клубу / Go Go Tales
- 2009 — Закляті друзі / Little Fish, Strange Pond
- 2010 — Вулиця Малберрі / Mulberry St.
- 2012 — Важкий вік / Girl in Progress
- 2012 — Темний лицар повертається / The Dark Knight Rises
- 2013 — Джобс / (Jobs)
- 2017 — Гіпопотам / (The Hippopotamus)
- 2018 — Гра пам'яті / (Backtrace)
- 2021 — Дати дуба в окрузі Юба / Breaking News in Yuba County
- 2021 — Поворот не туди: Спадщина / Wrong Turn: The Foundation
- 2023 — Оппенгеймер / Oppenheimer
- 2025 — Нульовий день / Zero Day